# D-treo-aldoza 1-dehidrogenaza
-treo-aldoza 1-dehidrogenaza (EC 1.1.1.122, L-fukozna dehidrogenaza, (2S,3R)-aldozna dehidrogenaza, dehidrogenaza, L-fukoza, L-fukoza (D-arabinoza) dehidrogenaza) je enzim sa sistematskim imenom D-treo-aldoza:NAD+ 1-oksidoreduktaza. Ovaj enzim katalizuje sledeću hemijsku reakciju
-treo-aldoza + NAD+ {\displaystyle \rightleftharpoons } -treo-aldono-1,5-lakton + NADH + H+
-treo-aldozna 1-dehidrogenaza deluje na L-fukozu, D-arabinozu i L-ksilozu. Životinjski enzim takođe deluje na L-arabinozu, dok enzim iz Pseudomonas caryophylli deluje na L-glukozu.

## Literatura
- Nicholas C. Price; Lewis Stevens (1999). Fundamentals of Enzymology: The Cell and Molecular Biology of Catalytic Proteins (Third изд.). USA: Oxford University Press. ISBN 019850229X.
- Eric J. Toone (2006). Advances in Enzymology and Related Areas of Molecular Biology, Protein Evolution (Volume 75 изд.). Wiley-Interscience. ISBN 0471205036.
- Branden C; Tooze J. Introduction to Protein Structure. New York, NY: Garland Publishing. ISBN 0-8153-2305-0.
- Irwin H. Segel. Enzyme Kinetics: Behavior and Analysis of Rapid Equilibrium and Steady-State Enzyme Systems (Book 44 изд.). Wiley Classics Library. ISBN 0471303097.

## Spoljašnje veze
- D-threo-aldose+1-dehydrogenase на 